# Josep Duran Vázquez
Josep Duran Vázquez (Olivença, 1964) és un advocat i polític català, que ha estat regidor de l'Ajuntament de Badalona.
És nascut a Olivença (Extremadura). És advocat de professió. També té un màster en Administració Local i un postgrau en Gestió d'Empreses Culturals, a més d'estudis en Musicologia. Ha treballat en el camp de la solidaritat i la cultura, fundador d'una plataforma a favor de Bòsnia, és fundador de Juristes sense Fronteres, de l'Associació d'Homes contra la Violència de Gènere, de l'associació Amics de la Música de Badalona i del Cercle de Cultura de Catalunya.
Va ser militant del Partit dels Socialistes de Catalunya durant 32 anys, entre 1982 i 2014. Va ser representant socialista a l'Ajuntament de Badalona. Va accedir per primera vegada com a regidor al consistori el 2003, on va encarregar-se de les regidories de Cultura i del districte 1 (2003-2007). Més tard ho fou d'Educació i Serveis de Ciutat i del districte 8 (2007-2011). En ambdós casos va ser membre del Consell Comarcal del Barcelonès. A més, també va tenir càrrecs interns al partit: entre 1994 i 2006 va ser secretari d'organització i va ser conseller nacional des de 1996 fins a 2014. El març de 2014 es va intentar se candidat a primàries pel PSC a Badalona, però no va obtenir prou avals, tot i que va destacar per haver-ne obtingut la major part de ciutadans no vinculats al partit. Així mateix, va denunciar que l'empresa de transports TUSGSAL va impulsar una campanya a favor d'un dels candidats, que es va donar a entendre que era l'exalcalde Jordi Serra. L'acusació va ser desmentida per l'empresa.
Quan va decidir deixar la militància socialista el 2014, moment en què es produïa una escissió generalitzada al PSC, va passar a liderar localment la candidatura d'Avancem-Nova Esquerra Catalana, adduint que la seva posició s'allunyava de les decisions que estava prenent el PSC i que canviar el partit des de dins era impossible. Amb aquesta decisió, Duran va passar a ser regidor no adscrit a l'Ajuntament, defensant que una part de l'electorat socialista sí coincidia amb les idees d'Avancem. El PSC, que va agrair i reconèixer la tasca de Duran, va reclamar, però, que deixés la seva acta de regidor. Finalment va deixar la seva acta de regidor a finals de novembre de 2014 en saber-se la notícia de l'acord d'esquerres de formar govern després de les eleccions municipals de 2015 entre ICV-EUiA, ERC i NeCat, retornant als socialistes un representant més al consistori.
A les eleccions municipals de 2015 va anar quart a les llistes d'ERC-Avancem-MES.